# Diagnóstico social
Es cuando sé hace en la sociedad un diagnóstico (revisión, investigación...) Para poder ver qué necesita la sociedad u algún problema.(lee)

## Finalidad
No puede desvincularse la finalidad del diagnóstico con la finalidad de la profesión y del método, en cuanto a procedimiento utilizado para modificar la situación social. La finalidad del diagnóstico es aportar los elementos suficientes y necesarios para la explicación de la realidad social de cara a la acción y transformación de las situaciones –problemas que presentan individuos, grupos sociales y comunidades–.
El diagnóstico social debe señalar los núcleos de intervención sobre los que se va a actuar susceptibles de modificaciones, y que precisan de una actuación profesional y eficaz programada para su transformación.
En síntesis, lo que se propone para la realización del diagnóstico es que, utilizando los conocimientos ya adquiridos y la experiencia práctica, se llegue a una visión de los problemas, su naturaleza, su magnitud y, de esta manera, poder plantear una acción adecuada y asegurar la eficacia y racionalidad de la acción que se ejecute.